# Metodologia de Superfície de Resposta em Biotecnologia

## Metodologia de Superfície de Resposta em Biotecnologia
A Metodologia de Superfície de Resposta (RSM, do inglês Response Surface Methodology) é uma coleção de técnicas estatísticas e matemáticas amplamente utilizada em biotecnologia para otimização de processos fermentativos e produção de biomoléculas. A metodologia foi desenvolvida por George E. P. Box e K. B. Wilson em 1951, sendo definida como uma técnica estatística e matemática usada para modelar o comportamento de uma variável resposta como função de duas ou mais variáveis de extração, visando determinar condições ótimas para melhorar o desempenho de processos de extração.
Em biotecnologia, a RSM tem sido efetivamente utilizada para otimização e modelagem de uma ampla variedade de produtos microbianos, sendo uma combinação de técnicas estatísticas e matemáticas para construção de modelos, avaliação do efeito de várias variáveis independentes e obtenção de valores ótimos de variáveis.

## Fundamentos teóricos
A RSM baseia-se na construção de modelos matemáticos empíricos que descrevem a relação entre variáveis controláveis (fatores) e uma resposta quando o modelo teórico não está disponível ou é muito complexo. Seus objetivos incluem gerar conhecimento no domínio experimental de interesse, estimar de forma confiável a variabilidade experimental e garantir a adequação entre o modelo proposto e os dados experimentais.
O modelo matemático mais comumente utilizado é o polinômio de segunda ordem, que pode ser expresso como:
Y = β₀ + Σᵢβᵢxᵢ + Σᵢβᵢᵢxᵢ² + ΣᵢΣⱼβᵢⱼxᵢxⱼ + ε
Onde Y representa a resposta, β são os coeficientes de regressão, x são as variáveis codificadas e ε é o erro experimental.

## Aplicações em biotecnologia

### Otimização de processos fermentativos
A RSM é uma técnica estatística fundamental na otimização de parâmetros de bioprocessos para produção melhorada e economicamente viável de proteases, uma vez que esses parâmetros desempenham papel fundamental na promoção do crescimento de microorganismos para secreção de enzimas. Métodos convencionais de mudança de um parâmetro por vez são demorados, custosos e incapazes de detectar interações em sistemas multivariados.

### Produção de biopolímeros
Na produção de biopolímeros, a RSM tem demonstrado resultados significativos. Um estudo recente utilizando uma cepa marinha de Bacillus sp. SGD-03 aplicou RSM para otimizar a produção de levan, alcançando um rendimento de 123,9 g/L através da otimização sistemática de parâmetros como concentração de sacarose, peptona e condições de cultivo em microbiorreator.

### Produção de biossurfactantes
A metodologia também tem sido aplicada na otimização de produção de biossurfactantes, como demonstrado em estudo com Pseudomonas aeruginosa que produziu um composto glicopolipeptídico, onde a RSM utilizando planejamento composto central rotacionável foi empregada para otimizar parâmetros principais do meio, resultando em concentração máxima de biossurfactante de 23,86 g/L.

## Designs experimentais em RSM

### Central Composite Design (CCD)
O Central Composite Design é um dos designs de superfície de resposta mais comumente utilizados, introduzido por Box e Wilson em 1951 como alternativa ao planejamento fatorial completo de três níveis. Ele aplica um modelo de segunda ordem (quadrático) à variável resposta sem usar um experimento fatorial de três níveis, sendo amplamente utilizado para otimização experimental de superfície de resposta.

### Box-Behnken Design (BBD)
O Box-Behnken Design foi desenvolvido em 1960 por Box e Behnken como um planejamento de três níveis, proporcionando uma alternativa ao CCD e aos planejamentos fatoriais com menor número de experimentos.

## Vantagens e limitações

### Vantagens
A principal vantagem da RSM em processos ambientais é a redução no número de experimentos que precisam ser executados, resultando em menor consumo de material e consideravelmente menos trabalho laboratorial. Além disso, a RSM proporciona o desenvolvimento de modelos matemáticos que permitem avaliação da relevância e significância estatística dos efeitos dos fatores estudados, bem como avaliação dos efeitos de interação entre os fatores.

### Limitações
Embora a RSM seja amplamente utilizada na otimização de processamento de produtos microbianos, muitos desafios podem ser encontrados neste método. Primeiro, quando a aproximação preliminar de parâmetros deve ser delineada a partir do ótimo verificado (real), os pesquisadores precisam transferir para a área ótima através da técnica de descida mais íngreme para fornecer as melhores combinações de parâmetros.

## Tendências atuais

### Integração com tecnologias modernas
Recentemente, a metodologia de superfície de resposta tornou-se uma abordagem comum para otimizar e analisar diferentes produtos microbianos devido à disponibilidade de vários softwares de computador como Design Expert, Statistica, Minitab, que tornaram a aplicação da RSM mais fácil.
Desenvolvimentos recentes incluem a integração de inteligência artificial e tecnologias de aprendizado de máquina que expandiram as capacidades da RSM para modelagem de sistemas complexos com relacionamentos não-lineares.

## Meta-análise e aplicações industriais
Uma meta-análise abrangente de experimentos de superfície de resposta coletou mais de 20.000 registros do Web of Science entre 1990 e 2014, demonstrando que a RSM é amplamente empregada como ferramenta em quimiometria e continua a desempenhar papel proeminente em diversas disciplinas científicas, incluindo química, biotecnologia, ciência ambiental, ciência alimentar e bioquímica.